# 최충수
최충수(崔忠粹, 1151년 ~ 1197년)는 고려시대 중기의 무신이다. 고려 상장군 최원호(崔元浩)의 둘째 아들이며, 무신 집정 최충헌의 친동생이다. 종교는 불교이다. 1196년 이의민의 아들 이지영과 비둘기 문제로 시비가 붙어 최충헌의 쿠테타의 빌미를 제공하였다. 그 뒤 형 최충헌, 조카 박진재와 함께 쿠테타를 일으켜 이의민 일파를 제거했다.
그러나 자신의 딸을 태자비로 삼으려고 무리수를 두다가 형 최충헌과 갈등했고, 1197년 형 최충헌과 싸우던 중 전사하였다. 본관 우봉(牛峰)이다.

## 생애
음서로 관직에 올랐으며 1196년(명종 26년) 동부녹사(東部錄事)으로 있을 때 최충수가 기르던 비둘기가 이의민의 아들 이지영의 집 담장에 넘어가자 이지영은 이 비둘기를 자신이 길렀다. 뒤에 최충수가 비둘기를 돌려주기를 원하나 이지영이 거절하면서 비둘기 문제로 시비가 붙어 구타를 당했다. 이어 형 최충헌을 찾아가 억울함을 하소연한다.
분노한 최충헌과 함께 이의민(李義旼)을 죽이기로 결심하고 1196년 3월 미타산 별장에서 형 최충헌, 외조카 박진재 등과 함께 이의민을 살해하고 권력을 장악, 이의민 등이 약탈한 재물을 백성들에게 나누어준 뒤 권력을 명종에게 이양하는 듯 하였다. 그 공로로 바로 97년 수충찬화공신(輸忠贊化功臣)에 책록되었다.
그러나 형 최충헌과 함께 명종을 창락궁(昌樂宮)에 감금, 유폐시키고, 태자 도(濤)를 강화(江華)로 몰아낸 뒤 명종의 친동생 평량공(平凉公) 왕민(王旼:神宗)을 추대하여 신종으로 왕위에 오르게 하여 수성제란공신(輸誠濟亂功臣)에 녹훈된 뒤 삼한정광중대부(三韓正匡中大夫) 응양군상장군(鷹揚軍上將軍) 위위경도성지사(衛尉卿都省知事) 주국(柱國)이 되었다. 그 후 태자비(太子妃)를 폐하고 자기 딸을 태자비로 삼으려 하였으나 이의방의 고사를 들어 형 최충헌의 반대에 부딪쳤다. 이어 외조카 박진재 역시 형 최충헌의 편을 들었고, 그는 무리하게 자신의 딸을 태자비로 삼으려다가 형 최충헌과 충돌, 사병을 일으켜 형과 싸웠으나 흥국사(興國寺)에서 형에게 패하였다. 임진강(臨津江) 이남에서 다시 거사하기 위해 강을 건너 도망쳤으나 경기도 파평현(坡平縣)까지 추격당했다. 파평현의 금강사(金剛寺)에 은신했으나 병사들에 의해 발각되어 형장의 이슬로 사라졌다. 사후 복권된다.

## 가족 관계
- 아버지 : 최원호(崔元浩)
- 어머니 : 유씨(柳氏)
  - 형 : 최충헌(崔忠獻, 1149년~1219년)
  - 문신 : 최충수
    - 딸 : 최연(崔延)

  - 누이 : 우봉 최씨(牛峰崔氏)
    - 외조카 : 박진재(朴晋材, 1166년 ~ 1207년)

## 최충수가 등장한 작품
- 《무인시대》(KBS, 2003년~2004년, 배우:김형일)